# دومیتورو سیپری
دومیتورو سیپری (انگلیسی: Dumitru Cipere؛ زادهٔ ۲۲ october ۱۹۵۷ (۶۷ سال)) ورزشکار بوکس اهل رومانی است.
وی در مسابقات کشوری و بین‌المللی در مجموع برندهٔ ۳ مدال طلا، ۱ مدال نقره، ۲ مدال برنز شده‌است.